# Lissochlora purpureoviridis
Lissochlora purpureoviridis är en fjärilsart som beskrevs av W. Warren 1904. Lissochlora purpureoviridis ingår i släktet Lissochlora och familjen mätare. Inga underarter finns listade i Catalogue of Life.